# Moussa Hirir
Moussa Hirir (1º gennaio 1988) è un calciatore gibutiano, centrocampista del Guelleh Batal.

## Carriera

### Club
Gioca dal 2008 al 2009 al Société Immobilière de Djibouti. Nel 2009 passa al Kartileh DjibSat. Nel 2014 si trasferisce al Guelleh Batal.

### Nazionale
Debutta in Nazionale il 13 giugno 2008, in Gibuti-Repubblica Democratica del Congo. Ha segnato la sua prima rete con la maglia della Nazionale il 22 giugno 2008, in Repubblica Democratica del Congo-Gibuti.